# پیئکسمکی
پیئِکسَمَکی (به فنلاندی: Pieksämäki) یک شهرک در فنلاند است که در ساوونیای جنوبی واقع شده‌است. این شهرک در سال ۲۰۱۷ میلادی ۱۸٬۳۵۳ نفر جمعیت داشته‌است.

## خواهرخوانده
شهرهای Faaborg-Midtfyn Municipality و بخش فالکنبری خواهرخوانده‌های پیئکسامکی هستند.